# Rhytachne triaristata
Rhytachne triaristata är en gräsart som först beskrevs av Ernst Gottlieb von Steudel, och fick sitt nu gällande namn av Otto Stapf. Rhytachne triaristata ingår i släktet Rhytachne och familjen gräs. Inga underarter finns listade i Catalogue of Life.